# Platánia (Amári)
Platánia, en grec moderne : Πλατάνια, est un village du dème d'Amári, dans le district régional de Réthymnon de la Crète, en Grèce. Selon le recensement de 2011, la population de Platánia compte 199 habitants.
Le village est situé à une altitude de 420 mètres, dans un petit ravin, sur les pentes du mont Ida.

## Recensements de la population
| Recensements | 1900 | 1920 | 1928 | 1940 | 1951 | 1961 | 1971 | 1981 | 1991 | 2001 | 2011 |
| ------------ | ---- | ---- | ---- | ---- | ---- | ---- | ---- | ---- | ---- | ---- | ---- |
| Population   | 226  | 290  | 294  | 333  | 294  | 289  | 261  | 220  | 215  | 206  | 199  |

## Source de la traduction
- (el) Cet article est partiellement ou en totalité issu de l’article de Wikipédia en grec moderne intitulé « Πλατάνια Αμαρίου » (voir la liste des auteurs).